# Momme Mommsen
Momme Mommsen (* 29. Januar 1907 in Markkleeberg bei Leipzig; † 1. Januar 2001 in Palo Alto, Kalifornien) war ein deutsch-US-amerikanischer Philologe und Literaturwissenschaftler. Zusammen mit seiner Frau Katharina Mommsen hat er sich insbesondere der Goetheforschung gewidmet.

## Leben
Mommsen war ein Sohn des aus Nordfriesland stammenden Tierzuchtinspektors Christian Mom(m)sen, der Chefredakteur der Zeitschrift Deutsche Landwirtschaftliche Tierzucht in Leipzig war. Momme Mommsen schlug zunächst eine Laufbahn als Musiker ein. Als von Hermann Abendroth in Köln ausgebildeter Dirigent wurde er Kapellmeister in Dortmund, Trier, Ulm, Wuppertal und Berlin. Seine Musikerkarriere wurde durch die nationalsozialistische Machtergreifung verhindert, weil er sich nicht von jüdischen Freunden und Verwandten lossagen wollte und sich weigerte, in die NSDAP einzutreten. Vorübergehend war er als Champignonzüchter und als Lektor tätig, dann fand er einen Lebensmittelpunkt in der Auseinandersetzung mit antiker und deutscher Dichtung. 

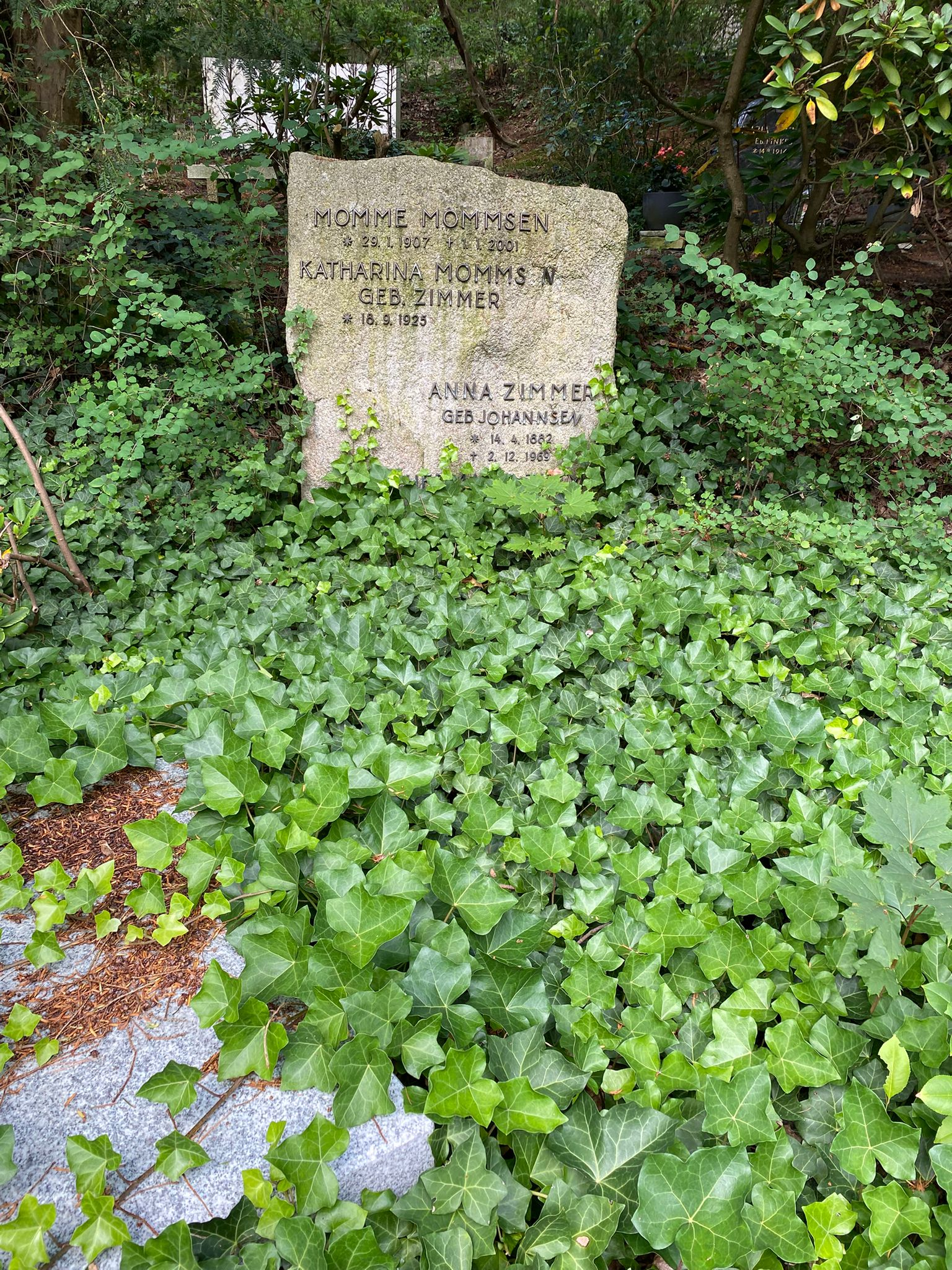
Grabstätte auf dem Friedhof Heerstraße

Nach dem Ende des Zweiten Weltkrieges nutzte er seine Kenntnisse der alten Sprachen, um an der Humboldt-Universität zu Berlin Klassische Philologie zu studieren. Er promovierte 1950 bei Wolfgang Schadewaldt mit einer Dissertation Szeneninterpretationen zu Euripides’ Hippolytos. Mommsen heiratete 1948 Katharina Zimmer, die ebenfalls Literaturwissenschaftlerin ist. Beide wurden 1949 wissenschaftliche Mitarbeiter am Institut für deutsche Sprache und Literatur der Deutschen Akademie der Wissenschaften (DAW) im sowjetischen Sektor von Berlin. Sein Name ist vor allem mit einem von ihm konzipierten Grundlagenwerk der Goethe-Philologie verbunden, dessen erste Bände er gemeinsam mit seiner Frau 1958 herausgab: Die Entstehung von Goethes Werken in Dokumenten. Das Journal of English and German Philology beschrieb sie als „eine höchst wichtige, ja beglückende Publikation exakter Goetheforschung.“
Da sich die Mommsens weigerten, von Dahlem im amerikanischen Sektor nach Ost-Berlin umzuziehen, waren sie nach dem Bau der Berliner Mauer 1961 von der Arbeit an der DAW und vom Zugang zum Goethe- und Schiller-Archiv in Weimar ausgeschlossen. 1962 habilitierte sich Momme Mommsen mit den beiden Bänden seiner Dokumentation an der Freien Universität und übte gemeinsam mit seiner Frau, die sich ebenfalls dort habilitierte, in Berlin eine Lehrtätigkeit aus. Die Studentenunruhen von 1968 lehnte Mommsen aufgrund ihrer Militanz ab; er sah sie im Widerspruch zu dem von ihm angestrebten humanistischen Ideal.
Katharina Mommsen folgte 1970 einem Ruf als Professorin an die germanistische Abteilung der Carleton University im kanadischen Ottawa, Momme Mommsen wurde dort wissenschaftlicher Mitarbeiter (research fellow). 1974 übersiedelten sie nach Kalifornien, als Katharina Mommsen an die Stanford University berufen wurde, wo sie bis 1992 lehrte.
Nach der deutschen Wiedervereinigung konnten sie wieder auf das Archiv in Weimar zugreifen. In einem Sammelband mit dem Titel Lebendige Überlieferung veröffentlichte Katharina Mommsen 1999 die meisten der seit 1950 publizierten Einzelstudien ihres Mannes. Zur Fortführung ihrer Arbeit durch nachfolgende Forschergenerationen gründete das Paar im Jahr 2000 die Mommsen Foundation for the Advancement of Goethe Research.
Momme Mommsen ruht auf dem Friedhof Heerstraße.

## Werke
- Szeneninterpretationen zu Euripides’ Hippolytos. Berlin, Dissertation vom 28. April 1950.
- Studien zum west-östlichen Divan/Momme Mommsen. Akademie-Verlag, Berlin 1962.
- Die Entstehung von Goethes Werken in Dokumenten: Bd 1. 2. Akademie-Verlag, Berlin 1962.
- Renata von Scheliha: 1901–1967; Gedenkbuch. Mit Beiträgen von Momme Mommsen und anderen. Castrum-Peregrini-Presse, Amsterdam 1972.
- Lebendige Überlieferung: George, Hölderlin, Goethe/Momme Mommsen. Lang, Bern u. a. 1999, ISBN 3-906760-67-7.